# Víktor Kortxnoi
Víktor Lvóvitx Kortxnoi (en rus: Ви́ктор Льво́вич Корчно́й, pronunciat en rus aproximadement com a "VIK-tar LLVO-vitx kartx-NOI") (23 de març de 1931 - 6 de juny de 2016) fou un jugador i escriptor d'escacs. Va néixer a Leningrad, URSS, però s'exilià als Països Baixos, i finalment esdevingué resident i nacionalitzat a Suïssa. Fou durant trenta anys un dels millors jugadors del món, i fou considerat, conjuntament amb Paul Keres, el millor escaquista de la història que no ha estat mai campió del món absolut.
Kortxnoi va jugar tres matxs contra Anatoli Kàrpov, els dos darrers amb el títol pel campionat del món d'escacs en joc. El 1974, va perdre la final de candidats contra en Kàrpov, qui va ser declarat el nou Campió del món el 1975 quan Bobby Fischer no es va presentar per defensar el seu títol. Llavors, i després de desertar de la Unió Soviètica el 1976, Kortxnoi va guanyar dos cicles consecutius de Candidats i es va classificar per a jugar els dos matxs pel títol mundial contra Kàrpov, el 1978 i el 1981, però els va perdre ambdós.
En resum, Kortxnoi va ser candidat al títol de campió del món en un nombre rècord de deu ocasions (1962, 1968, 1971, 1974, 1977, 1980, 1983, 1985, 1988 i 1991). Fou quatre cops finalista del cicle de candidats, i el va guanyar contra Borís Spasski el 1977-1978 i contra Robert Hübner el 1980. Va ser també quatre cops campió de la Unió Soviètica, cinc cops membre dels equips soviètics que varen guanyar el campionat d'Europa per equips nacionals, i sis cops membre dels equips soviètics que guanyaren les Olimpíades d'escacs. Va guanyar, a més, cinc cops el campionat de Suïssa, i un el campionat dels Països Baixos. Entre la seva primera victòria al campionat soviètic el 1960 i la seva darrera al campionat suís el 2011, varen passar més de 51 anys, entre els quals va estar en l'elit escaquística mundial.
El setembre de 2006, va guanyar el Campionat del món d'escacs sènior. Entre altres premis, va ser guardonat amb l'Òscar dels escacs l'any 1978
Jugador d'una longevitat sense equivalent en el circuit professional, Kortxnoi es va enfrontar a tots els campions del món d'escacs entre Botvínnik i Carlsen. El seu marcador d'enfrontaments individuals és empatat contra Botvínnik i Fischer, i favorable contra Tal, Petrossian i Spasski.
Des de 2003, la seva posició al rànquing mundial va anar baixant any rere any per motius d'edat. Inactiu des de novembre de 2012, a la llista d'Elo de la FIDE d'abril de 2014, hi tenia un Elo de 2499 punts, cosa que en feia el 5è millor jugador suís. El seu màxim Elo va ser de 2695 punts, el gener de 1979, quan tenia 47 anys.
Va esdevenir campió del món sènior el 2006, poc després d'haver vençut al fort obert de Banyoles. L'abril de 2007, a 76 anys, encara es trobava entre els 100 millors jugadors del món. El juliol de 2008, encara tenia 2602 punts Elo. El juliol de 2009 (al torneig obert de Grächen) i el juliol de 2011 (al torneig obert de Loèche-les-Bains), es proclamà campió de Suïssa, i va esdevenir així, a 78 i 80 anys, un dels escaquistes de més edat en ser campió a nivell estatal.

## Biografia

### Anys de formació
D'origen ucraïnès i polonès, Kortxnoi va néixer a Leningrad el 23 de març de 1931, i va tenir una infància molt difícil. Els seus pares es varen separar molt aviat. La seva mare, d'origen jueu ucraïnès, era una dona excèntrica, pianista, la principal preocupació de la qual era alimentar el seu fill, aspecte en què no reeixia per falta de diners, i per això va deixar Víktor al seu marit, un enginyer de refrigeració d'origen catòlic polonès, membre del partit, professor de llengua i literatura russes, i que s'havia tornat a casar.
De setembre de 1941 a gener de 1944, Kortxnoi va sobreviure al terrible setge de Leningrad. El 1941, el seu pare, que pensava que Leningrad era massa a prop del front, va decidir que Víktor fos evacuat als Urals o a l'Àsia central, com la resta d'escolars de Leningrad, però la seva mare, que temia que els trens fossin bombardejats, el va anar a cercar al camp on es trobava, i el retornà a Leningrad. El seu pare fou enviat al front i mort el novembre de 1941, i després, quan el seu oncle va desaparèixer, Víktor va quedar-se a casa de la seva àvia paterna, una aristòcrata polonesa arruïnada i malalta. Quan ella va morir, el març de 1942, Kortxnoi i un veí varen embolicar el cadàver en un llençol i van anar a enterrar-lo en secret a la tomba familiar al cementiri, cosa que li va permetre tenir dues racions de menjar. La seva madrastra finalment el va dur amb ella. Durant l'estiu de 1942, fou enviat a l'hospital, perquè patia distròfia. Kortxnoi va heretar d'aquest període un tarannà lluitador que feia que mai es rendís davant l'adversitat i perseverés davant les dificultats i després de les derrotes.
A l'edat de sis anys o set havia après a jugar a escacs amb son pare, i el 1943, quan el setge de Leningrad ja afluixava, va participar en el seu primer torneig per edats. L'estiu de 1944, es va apuntar a un club d'escacs (i també a clubs de música i de recitació) dels Pioners de Leningrad. Fou entrenat per Abraham Model (que havia estat anteriorment entrenador de Mikhaïl Botvínnik), Andrei Batúiev i, al final de la guerra, Vladímir Zak. Kortxnoi va progressar ràpidament. El 1945, va assolir el nivell d'un jugador de primera categoria.
El 1946, va guanyar el campionat juvenil de Leningrad (en la seva segona participació) i es classificà pel campionat juvenil de l'URSS, que fou guanyat per Tigran Petrossian, i on Kortxnoi acabà empatat als llocs 11è-12è.
El 1947, va guanyar el campionat juvenil de l'URSS, i va repetir l'any següent, quan acabà primer ex æquo amb Iivo Nei a Tallinn. El 1949, va fer 5½ punts sobre 6 al primer tauler del fort equip júnior de Leningrad, al campionat nacional júnior per equips, cosa que li va valer el títol de candidat a mestre.
Paral·lelament a la seva passió pels escacs, va estudiar història durant sis anys a la Universitat de Leningrad, i va obtenir la llicenciatura el 1954.

### Gran Mestre (1956)
El 1950, Kortxnoi acabà segon al campionat de Leningrad (+8 −3 =2) i hi va vèncer el campió Mark Taimànov. Quan el Gran Mestre Aleksandr Tóluix li proposà d'entrenar-lo i de fer-ne un mestre en dos anys, Kortxnoi li va respondre: «hi arribaré sense tu», cosa que va aconseguir, tot i que es va penedir més tard de la seva decisió, en veure que Borís Spasski, el jove prodigi de Leningrad, feia progressos més ràpids amb Tóluix. El 1950, Kortxnoi va disputar la seva primera semifinal del campionat de l'URSS, a Tula. Va començar el torneig amb un punt sobre nou (+0, −7, =2), però va aconseguir remuntar fins a situar-se als llocs 11è-13è amb (+4 −7 =4). El 1951, fou 5è-7è de la final del Memorial Txigorin i va aconseguir la seva primera norma de mestre soviètic. Poc després, el maig-juny de 1951, a Leningrad, acabà 5è-8è de la semifinal del XIX campionat de l'URSS (+6 −4 =8). Gràcies a aquest resultat, succeï Tigran Petrossian com al més jove mestre soviètic (a 20 anys) tot i que no assolí la classificació per la final del campionat de l'URSS, que era a més a més un torneig zonal.
De 1952 a 1959, Kortxnoi participà a vuit semifinals del campionat de l'URSS, i cada cop va reeixir a classificar-se per la final però els seus resultats a la final foren irregulars, alternant èxits i desastres. El 1952, a Minsk, Kortxnoi disputà la seva tercera semifinal; acabà 2n-4t (per davant de Averbakh, Flohr i Khólmov). Després, el novembre-desembre, durant la seva primera final del campionat de l'URSS, a Moscou, quedà per davant de Keres, Smislov (a qui va batre) i Bronstein a la classificació, i fou sisè amb una puntuació d'11 punts sobre 19 (+8 −5 =6). El campionat el va guanyar aquell any Botvínnik davant Taimànov i Hèl·ler.
Aquesta sèrie d'èxits va atraure l'atenció de la direcció del comitè d'esports de l'URSS, que va enrolar Kortxnoi dins l'equip d'atletes de l'estat. Va percebre a partir de 1954
un salari depenent dels seus resultats que li va permetre de dedicar-se als escacs a temps complet. El febrer de 1954, Kortxnoi va acabar 2n-3r ex æquo amb Taimànov, al XXI campionat de l'URSS a Kíev
(+10 −3 =6). Gràcies a aquest èxit, fou autoritzat a participar en el seu primer torneig internacional, a Bucarest i el guanyà per davant de Rachid Nejmetdinov. La FIDE li concedí el títol de Mestre Internacional la tardor de 1954, però l'any següent, durant el XXIIè campionat de l'URSS a Moscou, que era un torneig zonal classificatori pel campionat del món, Kortxnoi hi acabà 19è de 20 participants (+1 −8 =10), un resultat molt dolent.
Després del seu fracàs al torneig zonal de 1955, Kortxnoi es va aturar, va anar a fer repòs a la vora de la mar Negra, va deixar per primera vegada de fumar i es va centrar en la seva preparació física i teòrica. Tres mesos després, va guanyar el campionat de Leningrad (+16 −1 =2) el juny de 1955, amb 17 punts sobre 19 i amb tres punts d'avantatge sobre Tóluix i Fúrman. Posteriorment, entre el desembre de 1955 i el gener de 1956, va guanyar el seu segon torneig a l'estranger, el Torneig de Hastings ex æquo amb Olafsson, i per davant d'Ivkov i Taimànov.
Un mes després, el febrer de 1956, Kortxnoi acabà quart al XXIIIè campionat de l'URSS a Leningrad, a mig punt dels tres vencedors, i posteriorment, a Tbilisi, es classificà per la seva cinquena final consecutiva del campionat de l'URSS (gener-febrer de 1957) on acabà 7è-8è, igualat amb Petrossian. A finals de l'any 1956, la FIDE li atorgà el títol de Gran Mestre Internacional. El 1957 quedà primer (fora de concurs) al campionat de l'Uzbekistan.

### Campió de l'URSS (1960) i candidat al campionat del món (1962)

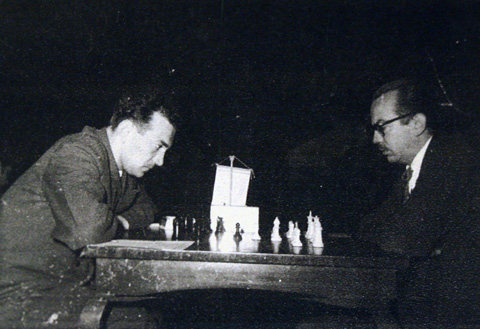
Kortxnoi (a l'esquerra) s'enfronta a Héctor Rossetto el 1960.

El 1957, Kortxnoi va guanyar la semifinal del XXVè campionat de l'URSS (1957-1958), però el gener-febrer de 1958, només va poder ser 9è-10è a la final disputada a Riga, i que era un torneig zonal classificatori pel campionat del món. No obstant això, se les va arreglar per vèncer el guanyador i futur campió del món Mikhaïl Tal.
El 1958 es va casar amb Isabela, una armènia nascuda a Tbilisi (Geòrgia), que vivia a Moscou i que li va donar un fill, Igor, (el 1959). Ell va continuar vivint a Leningrad amb la seva família.
El 1959, Kortxnoi fou primer de la seva semifinal del campionat de l'URSS a Txeliàbinsk i va guanyar el torneig de Cracòvia. El febrer de 1960, obtingué el seu primer títol de campió de l'URSS a Leningrad, per davant de Hèl·ler, Petrossian, Lev Polugaievski, Smislov, Taimànov, Spasski, Bronstein i dotze altres jugadors soviètics. Dues rondes abans del final, Hèl·ler era primer, i havia fet 9 punts sobre 10 en les deu partides precedents. Kortxnoi i Petrossian eren segons a ½ punt. A la penúltima ronda, Petrossian va entaular la seva partida mentre que Kortxnoi s'enfrontava a Hèl·ler, i el va aconseguir vèncer amb negres, amb una defensa Alekhin. A la darrera ronda, els tres líders varen guanyar les seves partides, deixant en Kortxnoi com a vencedor en solitari, amb un marcador de: +12 −3 =4.
Mercès al seu títol de XXVIIè campió de l'URSS obtingut el febrer de 1960, Kortxnoi va poder participar en tres torneigs a l'Argentina (va vèncer als de Buenos Aires i de Córdoba), i formà part de l'equip soviètic que va guanyar l'Olimpíada d'escacs de 1960 a Leipzig (on també hi debutà Bobby Fischer).
El febrer de 1961, un any després del seu primer títol de campió de l'URSS, Kortxnoi va guanyar les seves quatre darreres partides del XXVIIIè campionat (guanyat per Pétrosian), acabà segon de la final, i es classificà per primer cop per al torneig Interzonal. A començaments del 1962, a Estocolm, fou quart a l'Interzonal, guanyat per Fischer. Al torneig de candidats que es va celebrar a Curaçao alguns mesos més tard, Kortxnoi només hi va poder ser cinquè sobre vuit jugadors, amb una puntuació de 13,5/27 (i 2½ a 1½ contra Fischer). A propòsit d'aquesta relativa contradicció, com Fischer abans que ell, va declarar haver estat víctima d'un complot ordit per Hèl·ler, Keres i Petrossian.

### Èxits en torneigs (1963 a 1970)
Paral·lelament a la lluita pel títol mundial, Kortxnoi va multiplicar, durant els anys 1960 els seus primers llocs en torneigs, sovint a gran distància dels adversaris. El 1961, va guanyar el torneig de Budapest amb dos punts d'avantatge sobre Bronstein; el 1963 el torneig Memorial Capablanca de l'Havana, per davant de Tal, Hèl·ler i Pachman (i un segon cop el 1969 ex æquo amb Suetin); el 1964, el campionat de Leningrad de 1964 (14/16) amb 4 punts d'avantatge; el 1965, Erevan amb un punt d'avantatge sobre Petrossian, Stein i Portisch; el 1966, Bucarest (12,5/14) i Sotxi (11,5/15, davant de Spasski i Polugaevski); el 1967, Leningrad (13/16) i Budva (davant Tal, Gligoric i Hèl·ler); posteriorment dos cops el torneig de Wijk aan Zee (el 1968, amb 3 punts d'avantatge sobre Tal i Portisch, i el 1971, davant Petrossian i Gligoric) i el de Palma (el 1968, amb un punt d'avantatge sobre Spasski, Larsen, Petrossian, Gligoric, i el 1972 ex æquo amb Panno i Smejkal) i finalment el torneig de Hastings de 1971-1972, ex æquo amb Kàrpov. En tots aquests torneigs quedà per davant dels millors jugadors del món, llevat de Fischer.
En aquesta dècada va guanyar també quatre cops el campionat de l'URSS, els anys 1960, 1962, 1964 i 1970. El 1964-1965, el va guanyar sense cap derrota, i amb dos punts d'avantatge sobre Tal, Stein i Bronstein, amb una puntuació de 15/19, que és la millor performance realitzada en un campionat de l'URSS disputat amb menys de 19 participants. El 1970, va obtenir la millor puntuació mai feta per un jugador en una final del campionat de l'URSS: 16 punts sobre 21. Participà també, entre 1960 i 1974, en sis Olimpíades guanyades per l'equip soviètic, i va guanyar-hi cada cop una medalla individual, d'or o de bronze. La seva set de victòries i els seus nombrosos èxits entre els anys 1965-1969 van fer que fos anomenat «el Larsen de l'Est».
Malgrat tot, durant el regnat de Tigran Petrossian com a campió del món (1963-1969), la carrera internacional de Kortxnoi es va veure obstaculitzada en diverses ocasions: de 1963 a 1967, no va poder participar en cap torneig internacional a l'Europa Occidental ni a Amèrica, (llevat del Memorial Capablanca de l'Havana). El 1963, la federació soviètica va rebre una invitació acompanyada d'un bitllet d'avió per participar en la Copa Piatigorsky Santa Monica, però envià la muller de Petrossian fent servir la plaça de Kortxnoi, que en aquell moment era campió de l'URSS. El 1965, fou convidat personalment al torneig internacional de Zagreb, però, malgrat que havia guanyat el campionat de l'URSS el gener, la federació soviètica el va voler enviar a un torneig petit a Hongria, cosa que ell va refusar. Després del campionat d'Europa per equips, el 1965, i per intentar millorar la seva situació, Kortxnoi es va afiliar al partit comunista, però el maig-juny de 1967, fou descartat del fortíssim torneig del Club Central de Moscou (commemoratiu del 50è aniversari de la Revolució d'Octubre de 1917), on participaren Stein, Smislov, Tal, Bronstein, Portisch, Spassky, Hèl·ler, Keres, i Petrossian i inscrit al torneig internacional de Leningrad, que va guanyar fàcilment sense cap derrota (+10, =6).

### Primers matxs de candidats (1968 i 1971)
El 1964, al torneig zonal de set jugadors organitzat per la federació soviètica a Moscou, Kortxnoi hi acabà 5è-6è, i no s'havia pogut classificar pel cicle de Candidats de 1964-1965, que finalment fou guanyat per Borís Spasski.
Després d'un matx de repesca que l'oposà a Mark Taimànov i a Gipslis, i gràcies a un millor desempat al campionat de l'URSS de 1967, Kortxnoi es tornà a ficar en la lluita pel campionat del món: 2n-4t a l'interzonal de Sousse de 1967, va batre Samuel Reshevsky a Amsterdam, el 1968, en el primer matx del torneig de candidats. A continuació, vencé Mikhaïl Tal per un marcador ajustat (5½ a 4½) a Moscou; i posteriorment a la final de candidats, s'enfrontà a Borís Spasski, qui es va revelar massa fort per ell.
En tant que finalista del torneig de candidats de 1968, Kortxnoi va quedar exempt de la classificació pel cicle següent (1970-1972) i fou directament inclòs al torneig de candidats de 1971: va guanyar fàcilment el primer matx contra Iefim Hèl·ler, però va perdre a la semifinal contra l'excampió del món, Tigran Petrossian per 4½ a 5½ (nou partides entaulades, seguides d'una derrota).

### Rivalitat amb Kàrpov (1971 a 1974)

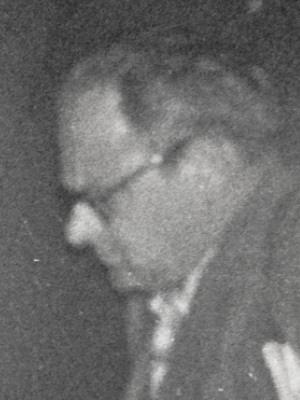
Semion Fúrman, l'entrenador de Kortxnoi i de Kàrpov

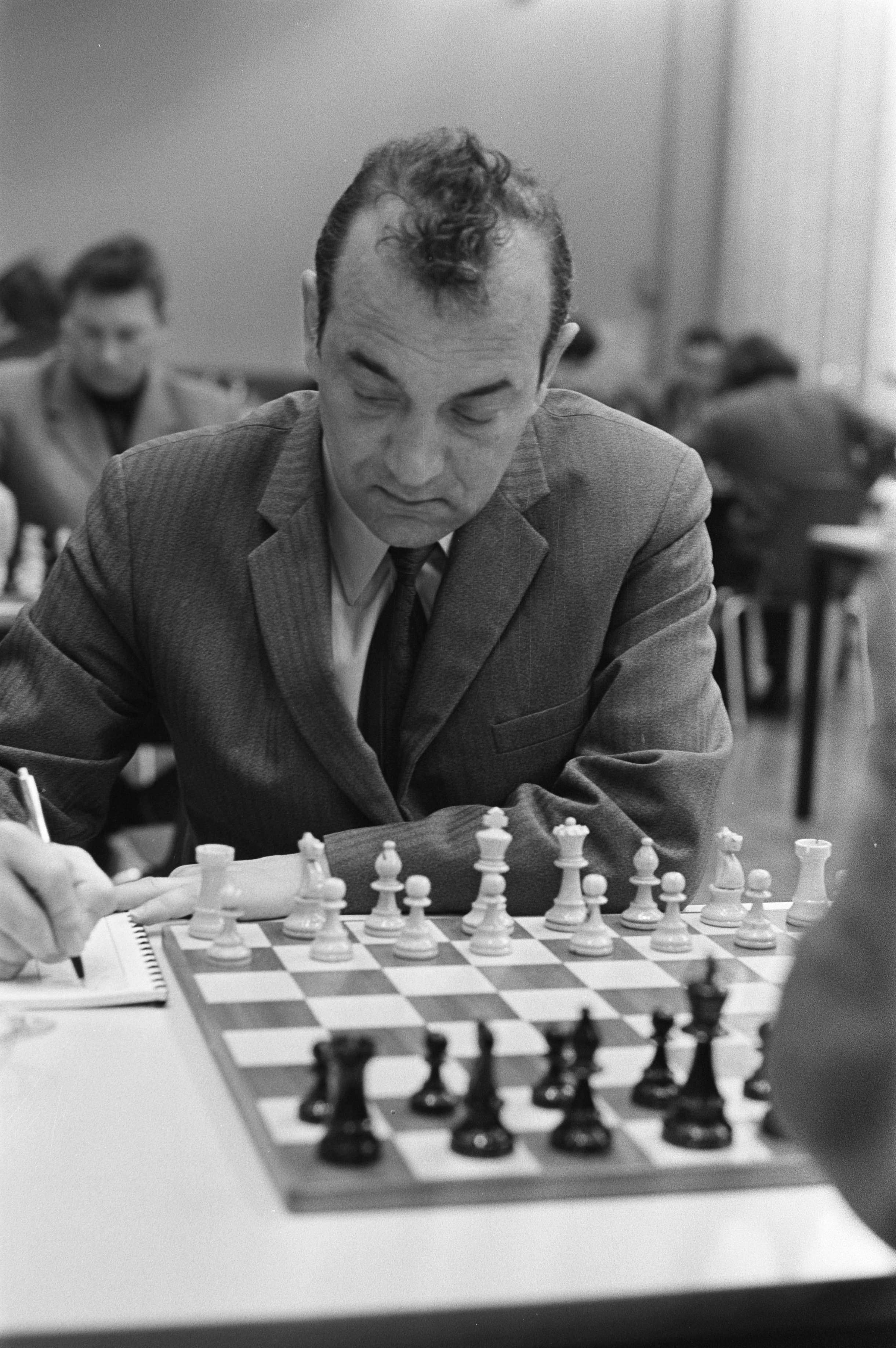
Viktor Kortxnoi el 1972

El 1969, l'entrenador de Kortxnoi, Semion Fúrman, el va deixar, per ocupar-se d'Anatoli Kàrpov, campió del món júnior el 1969, vint anys més jove que Kortxnoi i la nova estrella dels escacs soviètics. Fúrman va ser substituït com a entrenador de Kortxnoi per Guennadi Sossonko, que havia esdevingut Gran Mestre després de la seva emigració als Països Baixos el 1972.
El 1972, Kortxnoi fumava constantment, i les seves temples començaven a tornar-se grises. Guanyava partides en zeitnot i jugava amb èxit partides de doble tall, superant posicions difícils o poc clares, i refusant les proposicions de taules. Al final de les temporades 1971-1972 i 1972-1973, per sota dels seus resultats anteriors — va perdre el seu matx contra Petrossian el 1971, fou només onzè al fort Memorial Alekhin de Moscou (guanyat per Kàrpov), el desembre de 1971; fou segon al torneig d'Amsterdam de 1972, només vuitè al campionat de Leningrad de 1973 i va perdre el seu minimatx contra Semion Fúrman al matx-torneig de seleccions, l'abril de 1973 — va comprendre que potser l'edat (ja havia passat els 40 anys), i sense canvis no podia pas continuar plantejant les partides prenent els mateixos riscos.
Kortxnoi trobà la voluntat per fer certs canvis radicals. Va començar a fer exercici físic: marxa i ioga (havia estat sempre criticat per ser un jugador poc aficionat a l'exercici físic), va parar més atenció a la seva salut, i va deixar novament de fumar abans de l'interzonal de juny de 1973 a Leningrad. Ja no bevia una gota d'alcohol, va començar a dur ulleres negres com els homes de negocis i semblava molt més tranquil que abans.

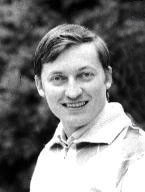
Anatoli Kàrpov

A començaments del 1971, Kortxnoi i Kàrpov havien disputat un matx d'entrenament amistós a 6 partides (+2 =2 -2). El gener de 1972, varen compartir el primer lloc del torneig de Hastings (1971-1972). El juny de 1973, ocuparen la primera plaça del torneig interzonal de Leningrad (amb 11 victòries i una sola derrota en 17 partides per Kortxnoi); després, l'octubre de 1973, el segon lloc del XLIè campionat de l'URSS.
El 1974, en els matxs del torneig de Candidats, Kortxnoi va vèncer bastant fàcilment (7½ a 5½) la jove estrella brasilera Henrique Mecking (vencedor de l'altre torneig Interzonal a Petrópolis), i fou emparellat a continuació amb l'excampió del món Tigran Petrossian. Cap dels dos adversaris no es trobava en el seu millor moment. El matx es va disputar a Odessa, i fou ric en incidents diversos. Tot i que la durada del matx s'havia previst fins al moment que un dels dos jugadors assolís quatre victòries, Petrossian abandonà després de només cinc partides, per raons de salut, amb el marcador de 3 victòries a 1 per Kortsnoi (i una sola partida taules). La seva victòria sobre Petrossian el 1974 va permetre Kortxnoi d'arribar a la final del torneig de Candidats, el vencedor de la qual s'enfrontaria al campió regnant Bobby Fischer el 1975. El darrer adversari de Kortxnoi seria Anatoli Kàrpov.

### Kortxnoi contra el Kremlin (1974-1975)
La final de Candidats de 1974 es va organitzar a Moscou. Guanyaria el primer jugador que vencés en cinc partides, sense comptar les taules, amb un límit de 24 partides com en un campionat del món. Aquesta final de candidats va ser la més llarga de la història, i va durar dos mesos, del 16 de setembre al 22 de novembre. Després d'haver pres la davantera ràpidament amb 2 victòries a 0, i després d'11 partides taules, encara 3 a 0, Kàrpov es va deixar remuntar a 3 victòries a 2 i acabà per emportar-se la final amb el marcador de 12½ a 11½ (+3, -2, =19). Durant aquest matx, Kortxnoi va tenir el suport dels seus assistents Viatxeslav Osnos i Roman Djindjikhaixvili, mentre que Kàrpov es beneficià de l'ajut del seu entrenador Semion Fúrman, i d'anàlisis de Iefim Hèl·ler, Tigran Petrossian i Mikhaïl Tal. Kortxnoi només va rebre el suport del seu amic David Bronstein, qui fou sancionat durament els anys següents per les autoritats soviètiques, i de Paul Keres, qui li proposà un ajut que Kortxnoi va declinar. El novembre de 1974, durant la cerimònia de cloenda, Kortxnoi va comprendre que hauria de marxar de la Unió Soviètica. L'any següent, Kàrpov hauria d'enfrontar-se a Bobby Fischer.
El desembre de 1974, Kortxnoi va concedir una entrevista a un periodista iugoslau, una part de la qual va aparèixer a la publicació Politika. Va gosar dir-hi que no es considerava pas inferior a Kàrpov, la superioritat del qual sobre Polugaievski, Tigran Petrossian o Spasski no li semblava pas evident. Denunciava les condicions amb què s'havia desenvolupat el matx de 1974. Opinava que Kàrpov, tot i que bon jugador, era encara jove, i que s'havia aprofitat de totes les possibilitats ofertes per l'aparell per arribar al cim. Kortxnoi sostingué també la reivindicació de Fischer de no comptar les partides taules en els matxs pel campionat del món. Tot i així, després de la publicació, Kortxnoi es va penedir de les seves imprudents paraules: al seu retorn a l'URSS, el 20 de gener de 1975, el comitè d'esports de l'URSS li va demanar explicacions per escrit.
Kortxnoi va refusar a continuació, el febrer de 1975, d'ajudar Kàrpov en la seva preparació contra Fischer. Les primeres sancions contra Kortxnoi arribaren de seguida: fou exclòs durant un any de la selecció nacional, i el seu salari va disminuir. Durant una campanya de premsa amb l'objectiu de promocionar Kàrpov, Tigran Petrossian va fer article atacant l'actitud «antiesportiva» de Kortxnoi a la seva entrevista. L'abril, Kàrpov va esdevenir el nou campió del món, par incompareixença, ja que Bobby Fischer va renunciar a defensar el seu títol. Les autoritats centrals (el comitè d'esports) varen impedir Kortxnoi de jugar durant un any (la durada de la sanció fou més endavant reduïda a deu mesos) en torneigs internacionals — i de viatjar a l'estranger. A Leningrad, fou privat del dret de publicar articles d'escacs i de fer comentaris sobre escacs a la televisió. Sospitós de voler marxar a Israel, el seu apartament va ser intervingut telefònicament. No va rebre més les publicacions iugoslaves ni en anglès, i li fou prohibit de fer simultànies.

### Deserció i boicot (1976-1977)

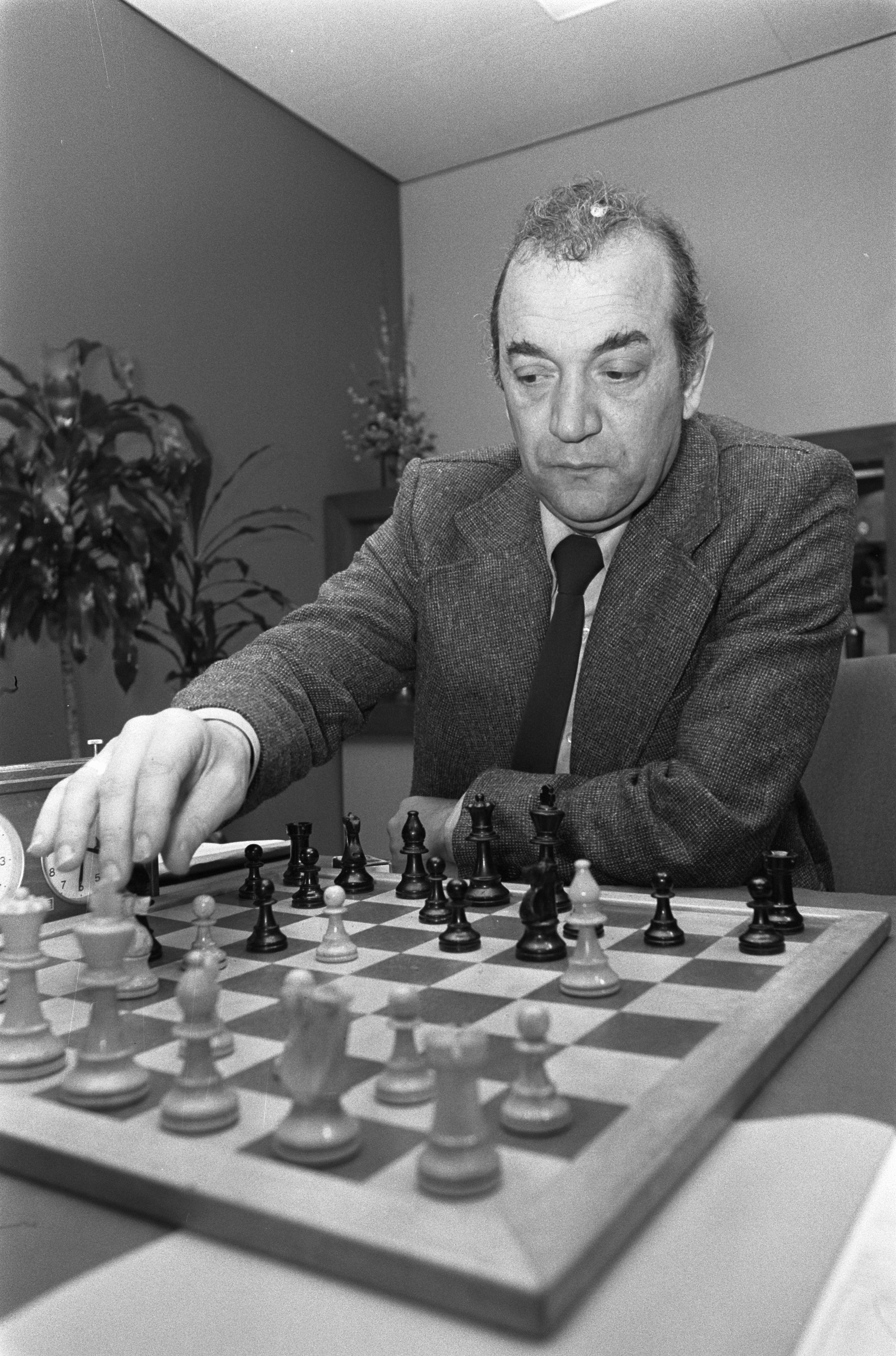
Víktor Kortxnoi el 1976

El segon semestre de 1975, Kortxnoi va participar en l'espartaquiada dels pobles de l'URSS (el juliol), i fou autoritzat a participar en un torneig internacional a Moscou (3r-5è del Memorial Alekhin, l'octubre-novembre), i, el desembre de 1975, a jugar el torneig de Hastings (on acabà 4t). Va aprofitar per enviar alguns llibres d'escacs que tenia, i àlbums de fotos, que feu arribar a Sossonko, que llavors residia als Països Baixos. En acabar el torneig IBM d'Amsterdam, el qual va guanyar el juliol de 1976 empatat amb Tony Miles, Viktor Kortxnoi va demanar a Tony Miles com pronunciar l'expressió «asil polític» en anglès. L'endemà, va anar a una gendarmeria i demanà asil polític als Països Baixos. Després de quinze dies amagat en una cambra sota teulada, va obtenir un permís de residència de sis mesos. Va esdevenir, des del 12 d'agost del 1976, membre de la federació neerlandesa d'escacs, i va guanyar el campionat dels Països Baixos el 1977. Fou nomenat capità de l'equip olímpic dels Països Baixos que va disputar l'olimpíada de 1976 a Haifa. Després, va canviar dos cops de país (dels Països Baixos a Alemanya, i després al Cantó d'Argòvia a Suïssa el 1978). Kortxnoi va deixar endarrere la seva muller i el seu fill Igor, als quals els soviètics varen denegar un visat de sortida (el novembre de 1977) i van esdevenir ostatges del règim comunista, amb els passaports confiscats.

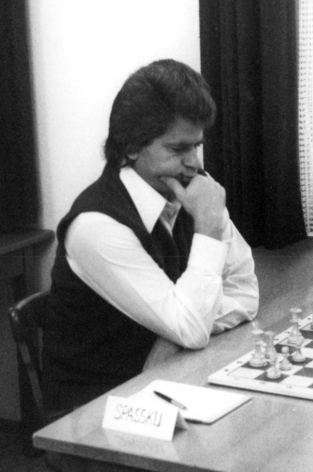
El 1978, Kortxnoi va batre Spassky a la final de candidats.

La federació soviètica va instaurar un boicot contra Kortxnoi. Els organitzadors de torneigs foren posats davant un dilema: o la presència de jugadors soviètics, o la de Kortxnoi. Les pressions s'incrementaren durant les seves temptatives de disputar el títol mundial a Anatoli Kàrpov, de 1977 a 1981. Durant els anys 1970, més escaquistes forts abandonaren l'URSS, però Kortxnoi fou el de més prestigi, cosa que ni la federació soviètica d'escacs, ni el Kremlin li perdonarien mai. Es va publicar una carta de condemna, signada per gairebé tots els Grans Mestres soviètics; només Mikhaïl Botvínnik, David Bronstein (el seu fide l'amic), Borís Spasski (que havia anat a viure a França) i Borís Gulko (futur campió de l'URSS el desembre de 1977 i dissident) varen refusar de signar-la. Paral·lelament Kàrpov va escriure la seva pròpia carta, més moderada. El nom de Kortxnoi fou ratllat dels torneigs i les revistes soviètiques, les fotos on sortia destruïdes, i les seves partides no foren publicades a l'URSS. Les autoritats soviètiques varen demanar a la Federació Internacional que li fos retirat el títol de Gran Mestre.
El 1977, la federació soviètica el va intentar desqualificar amb el pretext que el campionat del món es disputava entre federacions i no entre individus, i que Kortxnoi no podia representar la federació soviètica. Durant el cicle de candidats, el 1977, Kortxnoi s'enfrontà successivament a tres jugadors soviètics: Polugaievski i els dos campions del món precedents: Petrossian i Spassky, a qui va vèncer de manera convincent. Fou segon (davant Andersson, Timman, Najdorf, Miles, Mecking, Sossonko i Kavalek) al fort torneig de Wijk aan Zee guanyat per Portisch (el 1978), i guanyà també el torneig de Beer-Sheva.

### Primera final del campionat del món, a Baguio (1978)

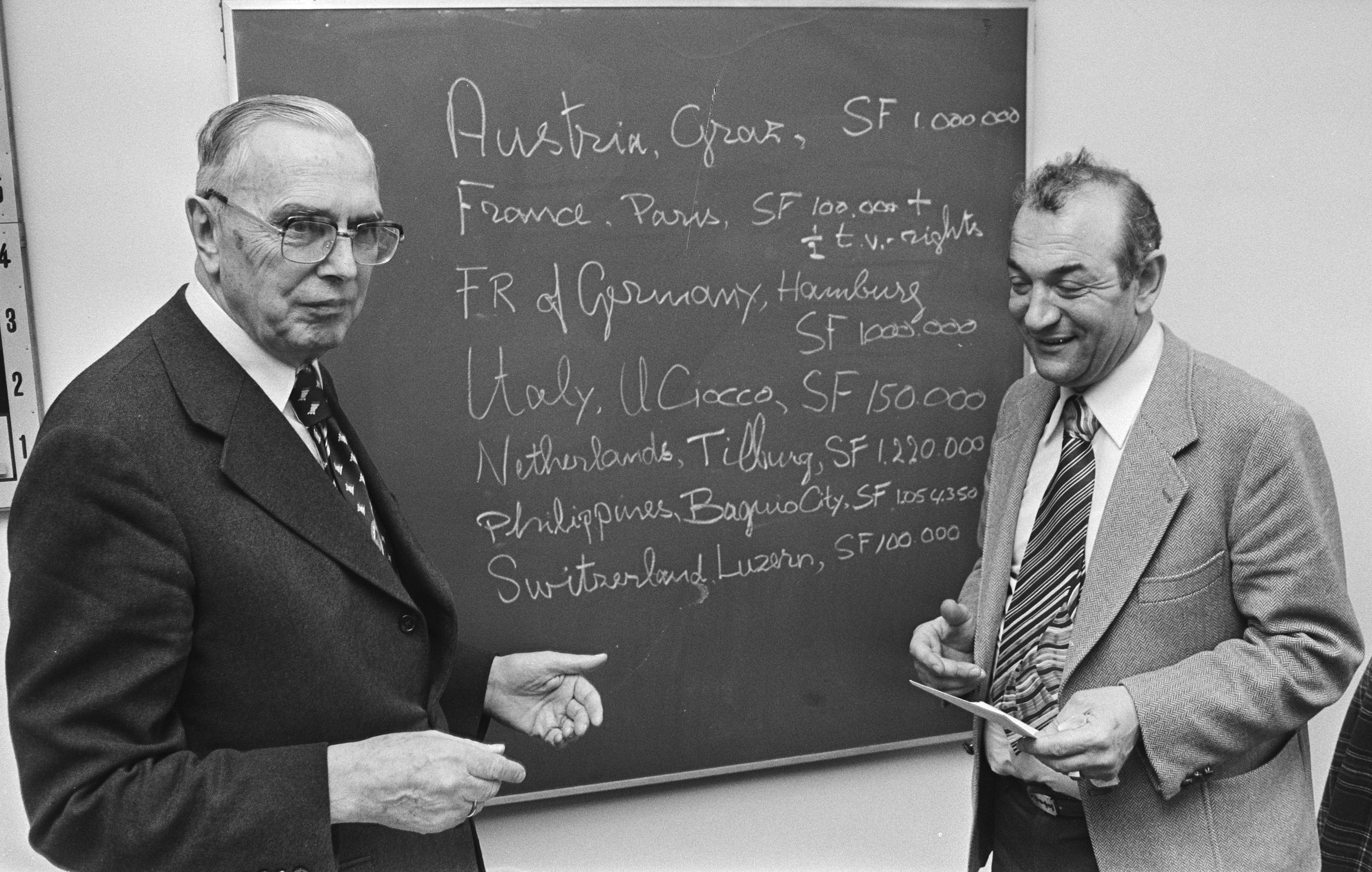
Kortxnoi (a la dreta) amb el President de la FIDE Max Euwe, el 1978.

La primera final d'un campionat del món per Kortxnoi, el 1978, a Baguio (Filipines), la qual va perdre per 5 a 6, resta en els annals de la història dels escacs. Va durar més de tres mesos (des del 17 de juliol al 18 d'octubre de 1978) i 32 partides molt disputades. El matx va tenir lloc durant l'estació plujosa, i hi va haver un incessant combat psicològic, a banda d'una gran discussió teòrica. Per tal de desconcentrar l'aspirant i mirar de desestabilitzar-lo, els soviètics varen portar un parapsicòleg, el Dr. Zukhar, director del Laboratori Central de Psicologia de Moscou. En el camp de les obertures, l'equip de Kàrpov, que incloïa Ígor Zàitsev i Mikhaïl Tal, va introduir nombroses novetats dins l'obertura Ruy López.
Després de 17 partides, Kàrpov va obtenir un confortable avantatge de 4 a 1. Kortxnoi va guanyar la 21a partida, però Kàrpov va fer el mateix amb la 27a, cosa que el situà a una victòria del títol. Kortxnoi llavors no es donà per vençut i va obtenir tres victòries sobre quatre partides, i empatà el marcador a 5 victòries. Kàrpov llavors va guanyar la 32a i amb ella el matx, +6 -5 =21.

### De 1978 al segon matx pel campionat del món a Merano el 1981
Poc després de la final del campionat del món, Kortxnoi va participar en l'olimpíada d'escacs de 1978 a Buenos Aires. Per primer cop des de 1952, l'URSS, que jugava sense Kàrpov, no va guanyar el torneig, i fou superada per Hongria. Kortxnoi va obtenir la medalla d'or al primer tauler representant Suïssa, i els periodistes li donaren l'Oscar al millor jugador de 1978, per davant d'Anatoli Kàrpov. L'any següent, el 1979, el dissident va guanyar quatre grans torneigs, tots ells sense la participació de soviètics, com el Torneig de Mestres del Festival d'escacs de Biel, un èxit que repetiria més tard el 2001.
El 1980, durant el torneig de candidats, després d'haver batut amb dificultats Tigran Petrossian (en un matx que era el quart de candidats entre els dos jugadors, després dels de 1971, 1974 i 1977), va batre també Lev Polugaievski (guanyant la partida decisiva en un matx molt disputat) i Robert Hübner (qui es va retirar durant el matx). Després, el 1981, Kortxnoi va perdre netament el seu segon campionat del món (el seu tercer matx després dels de 1974 i 1978) contra Kàrpov a Merano (+2, =10, -6) — després de quatre partides, Kàrpov manava ja per 3 victòries a 0. Els soviètics s'havien negat prèviament a deixar que la seva esposa i el seu fill poguessin reunir-se amb ell.

### La ciutadania suïssa
Durant aquest temps, el maig de 1978, el fill de Kortxnoi va ser cridat a fer el servei militar, però va decidir de no acatar la crida. Després de viure 12 mesos en la clandestinitat, es va lliurar a la policia, i a les darreries de 1979, Igor Kortxnoi fou condemnat a dos anys i mig de presó en un camp de treball per deserció, agreujada amb parasitisme. Com a apàtrida, Kortxnoi no va obtenir l'asil polític a Suïssa, i l'estatut de refugiat polític, fins després de l'olimpíada de 1978. Va adquirir la ciutadania suïssa el 1992.

### Jugant contra Kaspàrov

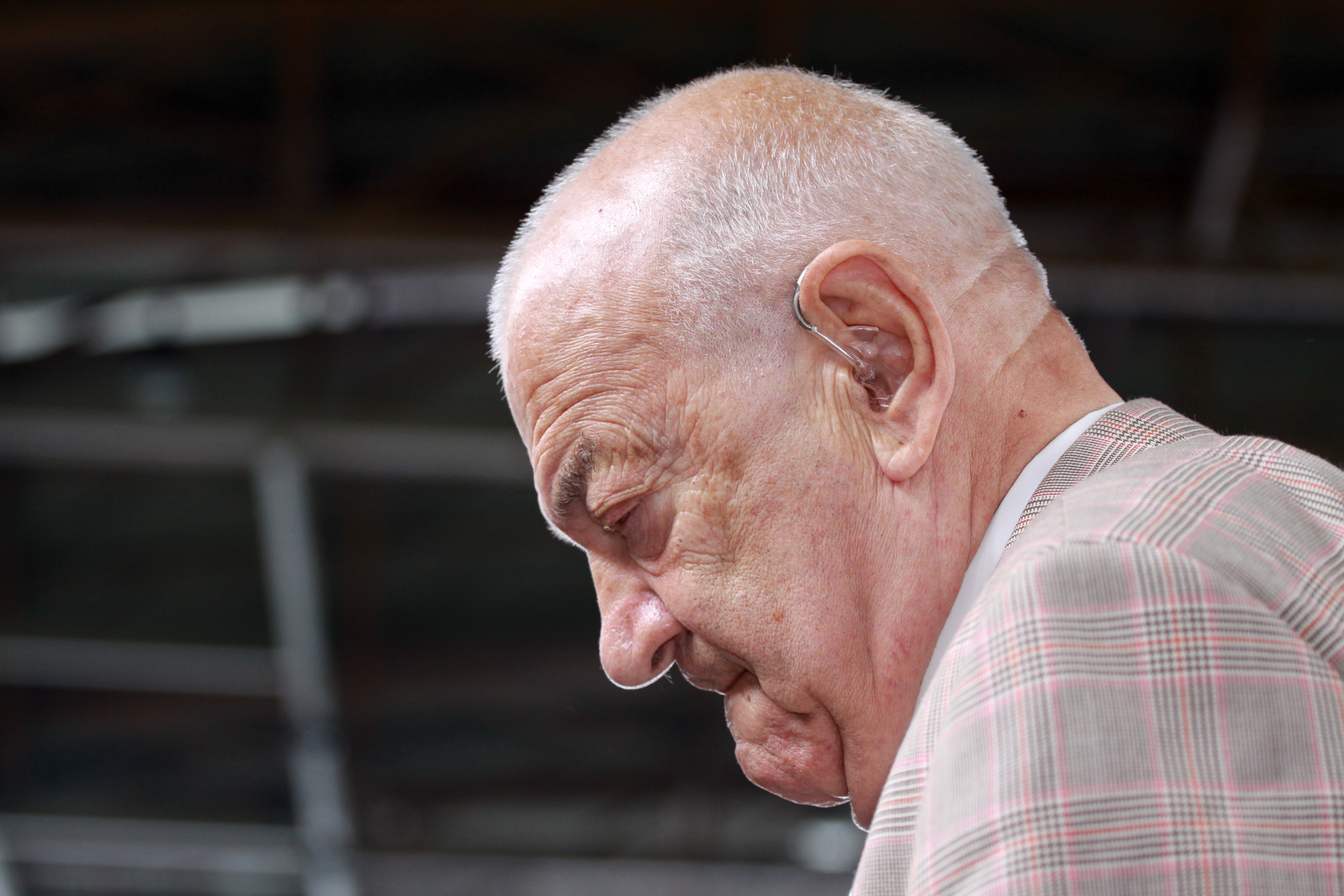
Kortxnoi el 2009

Kortxnoi encara tenia un paper vital per jugar en el següent cicle de candidats (1984), tot i que mai més va arribar al cim més alt. En el primer matx, va derrotar el GM Lajos Portisch per 6–3 a Bad Kissingen 1983. A la segona ronda, va jugar contra el jove GM soviètic Garry Kasparov, que en aquell temps lluitava contra una Federació Soviètica d'Escacs que estava clarament a favor d'Anatoli Kàrpov. El matx s'havia de celebrar a Pasadena (Califòrnia), però la Federació Soviètica d'Escacs va protestar (possiblement perquè Kortxnoi era un desertor i el matx es disputava en territori de l'enemic de la guerra freda, en un lloc tancat als diplomàtics soviètics del moment, i a causa de la decisió soviètica que aviat s'anunciaria de boicotejar els Jocs Olímpics de 1984 a Los Angeles). A Kaspàrov no se li va permetre volar allà per jugar el matx, cosa que atorgava la victòria a Kortxnoi. Un altre contendent soviètic, l'antic campió mundial Vassily Smyslov, tampoc va tenir permès en un primer moment jugar contra el GM hongarès Zoltan Ribli, en un matx que havia de tenir lloc als Emirats Àrabs Units.
No obstant això, després de la intervenció del destacat organitzador britànic d'escacs Raymond Keene, que ràpidament va augmentar per recaptar una gran quantitat de diners del patrocini per salvar els matxs problemàtics, Kortxnoi va acceptar jugar contra Kaspàrov a Londres, que alhora també va acollir el matx Smyslov vs. Ribli. Aquest va ser un gest amable de Kortxnoi, ja que tècnicament ja havia guanyat per incompareixença. Després d'un bon començament, guanyant la primera partida, Kortxnoi va ser derrotat per un marcador de 7–4, amb Kaspàrov, que era 32 anys més jove, demostrant que el seu joc i la seva resistència juvenil eren massa forts.

### Tres aparicions més al cicle de candidats
Després del matx amb Kaspàrov de 1983, Kortxnoi va continuar jugant al màxim nivell però sense tornar a amenaçar seriosament el campionat del món. En el cicle del Campionat del Món 1985–87 va acabar igualat al lloc tretzè de 16 al Torneig de Candidats a Montpeller.
En el cicle 1988–90, va tornar a arribar als setzens de final, però va ser eliminat a la primera ronda dels matxs de candidats, celebrada a Saint John, New Brunswick, Canadà, en perdre davant el GM islandès Johann Hjartarson, a les partides de desempat, per 4½ a 3½.
Finalment, en el cicle 1991–93, va derrotar el GM Gyula Sax d'Hongria a la primera ronda, per 5½ a 4½ a Wijk aan Zee. Després, a Brussel·les, va perdre davant el GM Jan Timman dels Països Baixos per 4½ a 2½, i va acabar la seva carrera al campionat del món, que es va estendre de 1962 a 1991.

### Carrera posterior
Va continuar jugant a Europa i arreu del món fins a una edat avançada, vivint al seu país d'adopció, Suïssa. Sovint va representar l'equip suís a les Olimpíades al primer tauler, a partir de 1978, tot i que la seva puntuació Elo de vegades era considerablement inferior a la del seu compatriota i company d'equip Vadim Milov, que no semblava interessat en participar amb la selecció.
A partir de 2001, Kortxnoi es va convertir en un autor prolífic de llibres sobre la seva carrera, publicant cinc nous volums, inclosos dos llibres de partides comentades, una autobiografia actualitzada i una visió general (juntament amb diversos autors més) de la política soviètica aplicada als escacs; també va escriure un llibre sobre els finals de torre.
El 2001, Kortxnoi va guanyar el Festival d'Escacs de Biel per segona vegada a la categoria de Grans Mestres, després d'haver guanyat també en l'edició de 1979. Aquesta bretxa de 22 anys segueix sent el període més llarg per ser campió al torneig de Biel, o molt possiblement a qualsevol torneig internacional d'escacs.
El setembre de 2006, Kortxnoi va guanyar el 16è Campionat del món sènior d'escacs, celebrat a Arvier (Vall d'Aosta, Itàlia), als 75 anys, amb un marcador de 9–2. Kortxnoi va puntuar 7½–½ en les seves primeres partides, i després va fer taules en les darreres tres.
A la llista d'Elo de la FIDE de gener de 2007 Kortxnoi va ser el número 85 del món als 75 anys, el jugador més vell que mai ha estat classificat entre els 100 millors de la FIDE. El segon jugador més vell de la llista de gener de 2007 era Alexander Beliavsky, 53 anys, que era 22 anys més jove que Kortxnoi. El 2011, Kortxnoi encara estava actiu al món dels escacs amb una victòria notable (a Gibraltar) amb negres contra Fabiano Caruana, de 18 anys, que tenia un Elo superior a 2700 i era 61 anys més jove que Kortxnoi.
Korchnoi es va convertir en el jugador més vell que mai va guanyar un campionat nacional, quan va guanyar el campionat suís de 2009 als 78 anys. Va tornar a guanyar el títol nacional uns mesos després del seu 80è aniversari el juliol de 2011 després d'un playoff amb Joseph Gallagher.

### Darrers anys
Fins al final, Kortxoi va seguir sent un ferotge competidor. A finals de desembre de 2012, es va informar que Kortxnoi s'estava recuperant d'un cop i era poc probable que tornés a jugar a escacs competitius. Tenia previst jugar al 37è torneig Zurich Christmas Open el desembre de 2013, però es va retirar per motius de salut.
Tanmateix, el 2014, va tornar al tauler per jugar un matx de dues partides contra el GM Wolfgang Uhlmann (1935–2020), les quals va guanyar; l'edat combinada dels dos jugadors era de 162 anys, la qual cosa és gairebé segurament un rècord per a un matx estàndard entre Grans Mestres. El 2015, els dos van jugar un matx de quatre partides ràpides (25 minuts per jugador per a tots els moviments, més 30 segons addicionals per jugada), que es va empatar 2–2. L'últim matx de Kortxnoi contra un altre Gran Mestre va ser un similar de quatre partides ràpides el novembre de 2015, contra el GM Mark Taimanov (1926–2016), la primera vegada des de 1980 que Kortxnoi havia jugat en un partit oficial o amistós contra un oponent més gran que ell mateix. L'edat conjunta dels jugadors era de 174 anys. Korchnoi va guanyar el matx 2-1 amb unes taules.

## Mort
Korchnoi va morir als 85 anys el 6 de juny de 2016 a la ciutat suïssa de Wohlen.

## Llibres
- Korchnoi, Viktor. Chess is My Life.  Batsford, 1977. ISBN 07134 1025 6.
- Kortxnoi, Víktor; Zak, V. G.. King's Gambit.  Batsford, 1974. ISBN 9780713429145.
- Kortxnoi, Víktor. My Best Games, Vol 1: Games with White.  Trafalgar Square, 2001. ISBN 9783283004040.
- Kortxnoi, Víktor. My Best Games, Vol 2: Games with Black.  Trafalgar Square, 2002. ISBN 9783283004057.
- Kortxnoi, Víktor. Practical Rook Endings.  Olms, 2002. ISBN 3-283-00401-3.
- Kortxnoi, Víktor. My Best Games, Vol 3: Biography.  Trafalgar Square, 2005. ISBN 9783283004064.
- Kortxnoi, Víktor. El ajedrez es mi vida ..... y algo más.  Editorial Chessy, 2011. ISBN 9788493764531.